# Diké (keresztnév)
A Diké női név az igazságszolgáltatás és az igazságosság görög istennőjének neve, jelentése vád, ítélet.

## Gyakorisága
Az 1990-es években szórványos név, a 2000-es években nem szerepel a 100 leggyakoribb női név között.

## Névnapok
ajánlott névnap:
- október 1.[2]

## Híres Dikék
- Diké (istennő); a görög mitológiában Zeusz és Themisz lánya.